# 12185 Gasprinskij
12185 Gasprinskij (1976 SL5) là một tiểu hành tinh vành đai chính được phát hiện ngày 24 tháng 9 năm 1976 bởi N. S. Chernykh ở Đài vật lý thiên văn Crimean.